# Itaya Hirotaka
Itaya Hirotaka (japanisch 板谷 広隆, bekannt auch als Itaya Keishū Hirotaka; geboren 1786; gestorben 10. Oktober 1831) war ein japanischer Maler der späten Edo-Zeit.

## Leben und Werk
Itaya Hirotaka wurde als Sohn von Itaya Hironaga geboren. Sein jüngerer Bruder wurde von Kanō Masunobu (狩野 愛信; 1772–1821) aus dem Surugadai-Zweig der Kanō-Familie adoptiert und führte diesen Zweig als Kanō Dōeki (狩野 洞益; ?–1841) weiter. Hirotaka trat 1809 zum ersten Mal künstlerisch in Erscheinung. Als sein Vater 1814 starb, folgte er ihm als „Ggoyō Eshi“ (御用絵師) des Bakufu nach und beschäftigte fünf Mitarbeiter.
1815 wurde Itaya beauftragt, sich um die künstlerische Gestaltung der privaten Räume des Shogun im Nishi-no-Maru (西の丸) der Edo-Burg zu kümmern und eine illustrierte Entstehungsgeschichte des Nikkō Tōshō-gū – (東照宮縁起, Tōshōgū engi), heute im Besitz des Rinnō-ji, zu gestalten. 1828 wurde er durch energische Vermittlung seines Großvaters Itaya Hiromasa mit dem Titel „Hōgen“ Unter den 6 Vertretern der Itaya-Familie gibt es nur wenige, die diesen Rang erhielten.
Itaya hatte einige Schüler. Ihm folgte sein ältester Sohn Hirotoshi (広寿; 1816–1836), der jedoch früh verstarb. So setzte dessen jüngerer Bruder die Linie fort.
Itaya Hirotaka ist in der Sammlung Bälz im Linden-Museum zu sehen. Sie geht auf den deutschen, in Japan tätigen Arzt Erwin Bälz (1849–1913) zurück.

## Bilder

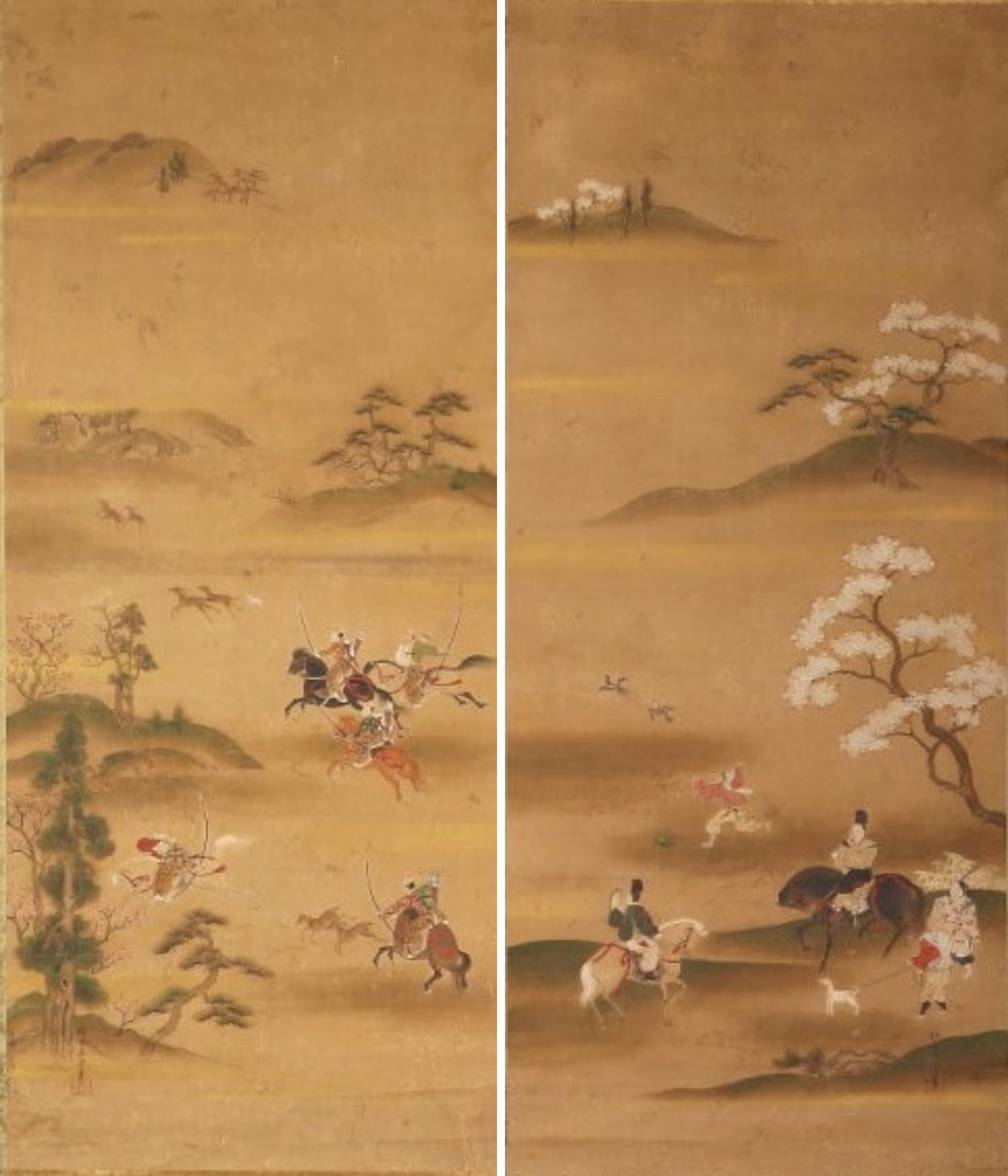
Auf der Jagd
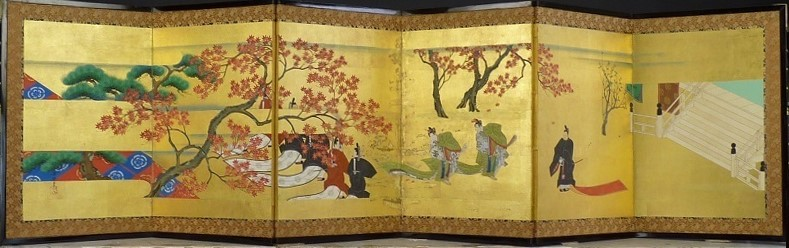
Stellschirm (links) – Szene aus dem Genji-Monogatari
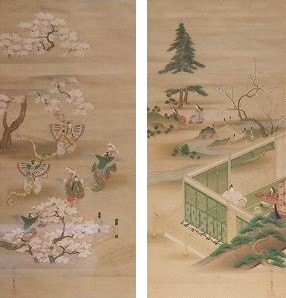
Aus dem Genji-Monogatari
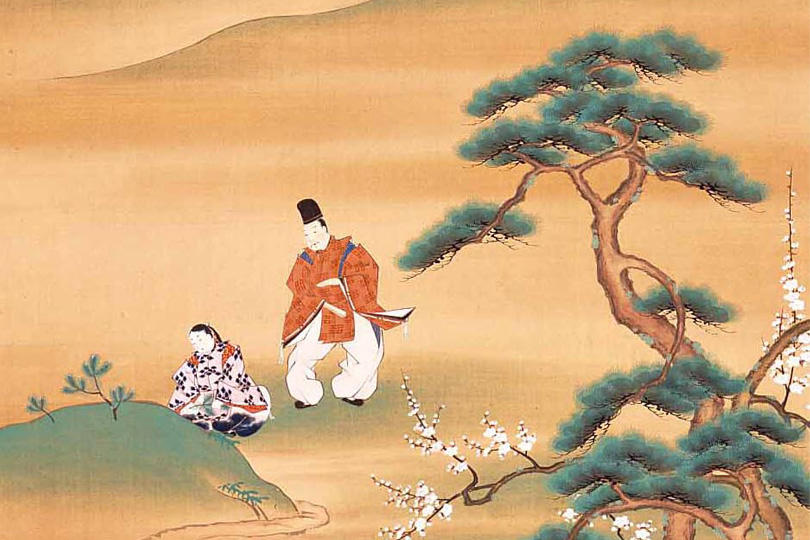
Mit dem Kind